# NGC 1181
NGC 1181 (również PGC 11427) – galaktyka spiralna (Sb), znajdująca się w gwiazdozbiorze Erydana. Odkrył ją 31 grudnia 1885 roku Francis Leavenworth.